# Estrangulamento externo
Estrangulamento externo é qualquer obstáculo que diminua, freie ou mesmo impeça o crescimento externo da economia, até os níveis desejados, no fluxo de produção.
Bom exemplo seria uma indústria de um país subdesenvolvido, cuja demanda estivesse em ascendência rápida, e o país não tivesse divisas suficientes para puxar os recursos externos necessários na produção do manufaturado.